# أندريه سيلفا كارفاليو
أندريه سيلفا كارفاليو (18 سبتمبر 1984 في البرازيل - ) هو لاعب كرة قدم برازيلي في مركز الدفاع. لعب مع نادي شيروكي برييغ وNK Imotski ‏ وItabuna Esporte Clube ‏.

## وصلات خارجية
- أندريه سيلفا كارفاليو على موقع قاعدة بيانات كرة القدم.إي يو (الإنجليزية)